# Topologie (Philosophie)
Die Topologie (altgriechisch τόπος tópos, deutsch ‚Ort‘ und λόγος lógos, deutsch ‚Lehre‘) bezeichnet in der Philosophie vor allem eine Theorie der geometrischen Beschreibung von Orten und Feldern im Raum als Sphäre der Außenwelt. Je nach Ausprägung kann sie als Teilbereich der philosophischen Metaphysik, der Phänomenologie oder der Sozial- und Kulturphilosophie angesehen werden.
Besonders durch die „topologische Wende“ in den Geisteswissenschaften hat die Berücksichtigung von Ort-, Feld- und Raumkategorien in der Philosophie Aufmerksamkeit erfahren. Damit wird zugleich der Anschluss an die japanische Philosophie geschaffen, in der der Ort (場所 basho) seit Beginn des 20. Jahrhunderts eine zentrale Rolle spielt. Der dort verwendete Begriff bashoron (場所論 ‚Lehre vom Ort‘) bezeichnet diese Art der philosophischen Topologie.

## Geschichte
Ein erster Ansatz zur geometrischen Beschreibung eines Ortes im Raum ist das kartesische Koordinatensystem. Topologische Ansätze wurden in Abgrenzung von Descartes’ analytischer Geometrie entwickelt, um eine koordinatenfreie Darstellung zu finden. Statt etwas nur zu berechnen, wollte man die intrinsischen Struktur- und Bewegungsmöglichkeiten finden. Es ging also um die Ablösung der quantitativen Geometrie durch eine modale. Im 17. Jahrhundert bis in das 19. Jahrhundert wird statt Topologie noch der Begriff Geometria situs ‚Geometrie der Lage‘ oder auch Analysis situs verwendet, so z. B. bei Leibniz, der in der Schrift De analysi situs das Verhältnis von Raumpunkten zueinander unabhängig von den metrischen Verhältnissen untersuchte. Ein Anwendungsbeispiel für die Geometria situs ist die Untersuchung von Eigenschaften geometrischer Körper wie im Polyedersatz, der sowohl auf René Descartes (1639) als auch auf Leonhard Euler zurückgeführt wird.
Den Begriff „Topologie“ verwendete 1847 erstmals Johann Benedict Listing in der Schrift Vorstudien zur Topologie. Er beschrieb wie August Ferdinand Möbius das Möbiusband. Möbius entwickelte eine „Theorie der elementaren Verwandtschaft“, mit der man topologisch äquivalente Gegenstände beschreiben kann, die durch umkehrbar eindeutige und stetige Verzerrung auseinander hervorgehen. Im Rahmen des Erlanger Programms bestimmte Felix Klein die Topologie als eine Invariantentheorie der umkehrbar eindeutigen Transformationen. Zur Weiterentwicklung der Topologie trugen schließlich Henri Poincaré (algebraische Topologie) und Georg Cantor (mengentheoretische Topologie) bei.